# Élections européennes de 1984 aux Pays-Bas
Aux Pays-Bas, les élections européennes de 1984 se sont déroulées le 14 juin 1984 pour désigner les 25 députés européens néerlandais au Parlement européen, pour la législature 1984-1989.

## Contexte
Alors que lors des précédentes élections, le Parti communiste des Pays-Bas, le Parti politique des radicaux et le Parti socialiste pacifiste se présentèrent séparément, les trois partis formèrent pour la première fois lors de ces élections une liste commune, baptisée l'Accord progressiste vert, auquel se joignirent également le Parti populaire évangélique, fondé en 1981, ainsi que le Parti vert des Pays-Bas, une formation politique virtuelle pilotée par le Parti politique des radicaux. De plus, l'Accord progressiste vert forma une alliance électorale avec le Parti travailliste.
Le Parti politique réformé, la Ligue politique réformée et la Fédération politique réformatrice, trois partis défenseurs d'une conception orthodoxe du protestantisme, formèrent également une liste commune, alors que les deux premiers avaient concouru séparément en 1979.

## Mode scrutin
Les députés européens néerlandais furent élus au scrutin proportionnel plurinominal dans une circonscription unique. Les partis politiques avaient la possibilité de former des alliances électorales (lijstverbinding). Les sièges furent répartis entre les partis et alliances électorales ayant dépassé le quota électoral (équivalent au nombre de suffrages exprimés divisés par le nombre de sièges) suivant la méthode d'Hondt. À l'intérieur des alliances électorales, les sièges sont répartis entre les partis membres suivant selon la méthode du plus fort reste.

## Résultats

### Répartition
| Partis                          | Partis                                                                             | Groupe au PE                    | Voix      | %      | +/-   | Sièges | +/-           |
| ------------------------------- | ---------------------------------------------------------------------------------- | ------------------------------- | --------- | ------ | ----- | ------ | ------------- |
|                                 | Parti travailliste                                                                 | SOC                             | 1 785 165 | 33,70  | +3,31 | 9      | en stagnation |
|                                 | Appel chrétien-démocrate                                                           | PPE                             | 1 590 218 | 30,02  | -5,58 | 8      | -2            |
|                                 | Parti populaire libéral et démocrate                                               | LD                              | 1 002 685 | 18,93  | +2,79 | 5      | +1            |
|                                 | Accord progressiste vert                                                           | ARC                             | 296 488   | 5,60   | +0,54 | 2      | +2            |
|                                 | Parti politique réformé-Ligue politique réformée-Fédération politique réformatrice | NI                              | 275 786   | 5,21   | +1,88 | 1      | +1            |
|                                 | Verts européens                                                                    |                                 | 67 413    | 2,55   | n/a   | 0      | n/a           |
|                                 | Démocrates 66                                                                      |                                 | 120 826   | 2,28   | -6,75 | 0      | -2            |
|                                 | Parti du centre                                                                    |                                 | 134 877   | 1,27   | n/a   | 0      | n/a           |
|                                 | Dieu avec nous                                                                     |                                 | 23 291    | 0,44   | n/a   | 0      | n/a           |
| Total (Participation : 50,88 %) | Total (Participation : 50,88 %)                                                    | Total (Participation : 50,88 %) | 5 296 749 | 100,00 |       | 25     | en stagnation |

### Analyse
Ces élections furent marquées par une baisse importante du taux de participation (50,5 %), par rapport à 1979 (57,8 %) et en rien comparable avec celui observé lors des élections législatives de 1982 (80,9 %).
Les Démocrates 66 perdirent leurs deux députés européens, et rassemblèrent moins de suffrages que la formation d'extrême droite, le Parti du centre. Cette chute importante fut vraisemblablement due à la participation du parti au premier gouvernement Kok.
La construction d'une liste commune entre le Parti communiste des Pays-Bas, le Parti socialiste pacifiste et le Parti politique des radicaux, bien qu'ayant permis à ces trois partis d'obtenir deux élus, ne se traduisit pas par un accroissement important du nombre de suffrages. Un des deux élus fut attribué au Parti socialiste pacifiste, qui siégea tout le temps de la législature, le Parti politique des radicaux et le Parti communiste se partagèrent quant à eux le second siège, chacun siégeant deux ans et demi.
À l'inverse, la liste commune aux trois partis protestants, mena à une hausse de près de deux points par rapport aux résultats enregistrés pour les deux d'entre elles s'étant présentées 1979. Le siège remporté revint au Parti politique réformé.